# Ilave (distrito)
Ilave é um distrito do Peru, departamento de Puno, localizada na província de El Collao.

## Transporte
O distrito de Ilave é servido pela seguinte rodovia:
- PE-38A, que liga o distrito de Santa Rosa à cidade de Puno (Região de Puno)
- PE-3S, que liga o distrito de La Oroya à Ponte Desaguadero (Fronteira Bolívia-Peru) - e a rodovia boliviana Ruta 1 - no distrito de Desaguadero (Região de Puno)  [1][2][3]